# Бувиниди
Бувинидите (Buviniden) са фамилията на граф Бувин от Метц, която играе важна роля във френската, бургундската и италианската история от началото на 9 до средата на 10 век.
Най-важните членове на фамилията са:
- Бозон († 887), граф на Виен, крал на Долна Бургундия
- Лудвиг III Слепи († 928) крал на Долна Бургундия и Италия, римски император
- Рихард I Застъпник († 921) херцог на Бургундия
- Рудолф (Раул) († 936), херцог на Бургундия, крал на Франция
- Хуго Черния († 952), херцог на Бургундия

също в женска линия:
- Гизелберт († 956), херцог на Бургундия

## Родословен списък
1. Рихард, граф на Амиен 801/825
  1. Рихард ostiarius, 834/839 доказан, отива 834 с Лотар I в Италия
  2. Бувин (Bouvin), 842/862, граф на Метц, игумен на Горзе ∞ NN, дъщеря на Бозон Стари граф на Арл, граф в Италия (Бозониди)
    1. Бозон, † 1 ноември 887, 870, граф на Виен, 876 херцог на Италия, 879 крал на Долна Бургундия, ∞ март/юни 876 Ерменгарда от Италия, * 852/855, † 896 пр. 22 юни, дъщеря на крал и император Лудвиг II (Каролинги)
      1. Ирмингард, Енгелбурга, * 877, † сл. януари 917; ∞ пр. 910 Вилхелм I херцог на Аквитания, † 6 юли 918
      2. дъщеря, 887 доказана
      3. Лудвиг III Босонид наричан Слепи, † 5 юни 928 в Арл, 887 крал на Прованс, 900 – 905 крал на Италия, 901/902 римски император, 905 ослепен; ∞ I 900 Анна от Византия, * 886/888, † пр. 914, дъщеря на император Лъв VI; ∞ II пр. 18 януари 914 Аделхайд от кралство Бургундия, дъщеря на крал Рудолф I (Велфи)
        1. (I) Карл Константин, * 901, † сл. януари 962, 928/930 граф на Виен; ∞ Теутберга от графство Троа († сл. 960) дъщеря на граф Варнарий и Теутберга от Арл
          1. Рихард, † сл. януари 962
          2. Роберт, † сл. май 976
          3. Констанца; ∞ Бозон II, † 965/967, 935 граф на Авиньон, 949 граф на Арл (Дом Прованс)

        2. (II) Рудолф († сл. 19 март 929)

    2. Рихилда (Richeut), † 910/914; ∞ 22 ноември 870 Карл II Плешиви, † 6 октомври 877, 843 крал на Неустрия, 875 римски император (Каролинги)
    3. Рихард I Застъпник (Richard le Justicier), † 921, 876 граф на Отун, 880 херцог на Бургундия; ∞ Аделхайд, 921 – 928/929 доказана, сестра на Рудолф I крал на Бургундия (Велфи)
      1. Рудолф (Раул), † 15 януари 936, 921/936 херцог на Бургундия, 923/936 крал на Франция; ∞ 910/914 Емма Френска, † края на 934, дъщеря на краля на Франция Робер I (Капетинги, Робертини)
        1. син, † 934

      2. Рихилда (Richeut), 948/955 доказана; ∞ Liétaud II граф на Макон, † 7 септември 965
      3. Хуго Черния (Hugues le Noir), † 17 декември 952, 936 граф и маркграф на Прованс, херцог на Бургундия
      4. Бозон I, † 935 сл. 13 септември, граф на Прованс; ∞ 928 Берта от Арл, † сл. 18 август 965, дъщеря на Бозон, маркграф на Тусция (Бозониди), втори брак 936 с граф Раймунд от Руерг, маркграф на Септимания, 936 херцог на Аквитания, † 961/965

    4. Радберт, 859/879, епископ на Валанс
    5. дъщеря ∞ NN
      1. Вало, епископ на Отун
      2. Манас, граф, Манас Стари от Вержи
        1. Гизелберт (Гилберт), † 956, граф на Отун, 923 херцог на Бургундия, 952 граф на Бургундия
          1. Лиутгард (Liégard) ∞ великден 955 Ото, * 944, † 22/23 февруари 965, 956 херцог на Бургундия (Капетинги, Робертини)
          2. Аделхайд (Adélaide); ∞ I пр. 950 Роберт от Вермандоа, † 19/29 август 967, 946 граф на Мо, 956 също граф на Троа (Каролинги); ∞ II Ламберт граф на Шалон-сюр-Сон, † 22 февруари 979